# 犬形鼠尾草
犬形鼠尾草（学名：Salvia cynica）为唇形科鼠尾草属的植物，为中国的特有植物。分布于中国大陆的四川等地，生长于海拔1,500米至3,200米的地区，多生于林下、路旁及沟边，目前已由人工引种栽培。

## 别名
山藿香（四川）